# Harcourt (Iowa)
Harcourt es una ciudad ubicada en el condado de Webster en el estado estadounidense de Iowa. En el Censo de 2010 tenía una población de 303 habitantes y una densidad poblacional de 116,41 personas por km².

## Geografía
Harcourt se encuentra ubicada en las coordenadas 42°15′38″N 94°10′28″O / 42.26056, -94.17444. Según la Oficina del Censo de los Estados Unidos, Harcourt tiene una superficie total de 2.6 km², de la cual 2.6 km² corresponden a tierra firme y (0%) 0 km² es agua.

## Demografía
Según el censo de 2010, había 303 personas residiendo en Harcourt. La densidad de población era de 116,41 hab./km². De los 303 habitantes, Harcourt estaba compuesto por el 98.02% blancos, el 0.33% eran afroamericanos, el 0.33% eran amerindios, el 0.33% eran asiáticos, el 0% eran isleños del Pacífico, el 0% eran de otras razas y el 0.99% pertenecían a dos o más razas. Del total de la población el 1.32% eran hispanos o latinos de cualquier raza.